# Juvaincourt
Juvaincourt ([ʒyvɛ̃ˈkuʁ] ) ist eine französische Gemeinde mit 183 Einwohnern (Stand: 1. Januar 2022) im Département Vosges in der Region Grand Est. Sie gehört zum Arrondissement Neufchâteau (bis 2024 Épinal) und ist Mitglied im Gemeindeverband Communauté de communes de Mirecourt Dompaire. Die Bewohner werden Juvaincurtiens und Juvaincurtiennes genannt.

## Geografie
Die Gemeinde Juvaincourt liegt 40 Kilometer südlich von Nancy und 40 Kilometer nordwestlich von Épinal.
Durch das Gemeindegebiet fließt der Ruisseau d’Oëlleville, der in den Mosel-Nebenfluss Madon mündet.
Der Waldanteil in der Gemeinde beläuft sich auf etwa ein Achtel, die Hälfte des Gemeindegebietes besteht aus Acker- und Grünland. Das südliche Drittel des Gemeindeareals nimmt das Gelände des Flughafens Épinal-Mirecourt ein, der von der Industrie- und Handelskammer des Departements Vosges (Chambre de commerce et d’industrie des Vosges) betrieben wird.
Nachbargemeinden von Juvaincourt sind Frenelle-la-Petite im Norden, Puzieux im Osten, Domvallier im Südosten, Baudricourt im Süden sowie Oëlleville im Westen.

## Geschichte
Aus einer auf 1259 datierten Urkunde des Herzogs von Lothringen und des Grafen von Toul stammt die erste schriftliche Erwähnung des Dorfes, das damals Gevencort hieß.
Im Ancien Régime gehörte Juvaincourt zusammen mit der heutigen Nachbargemeinde Oëlleville zum Einflussbereich des Kapitels Remiremont. Im 18. Jahrhundert bis zur Französischen Revolution gehörte das Dorf in der Vogtei Mirecourt den Familien Bassompierre und Tilly.
Das Bürgermeister- und Schulgebäude stammt aus dem Jahr 1836.

### Bevölkerungsentwicklung
| Jahr      | 1962 | 1968 | 1975 | 1982 | 1990 | 1999 | 2011 | 2021 |
| --------- | ---- | ---- | ---- | ---- | ---- | ---- | ---- | ---- |
| Einwohner | 197  | 200  | 195  | 189  | 178  | 164  | 194  | 182  |

Im Jahr 1846 wurde mit 603 Bewohnern die bisher höchste Einwohnerzahl ermittelt. Die Zahlen basieren auf den Daten von cassini.ehess und INSEE.

## Sehenswürdigkeiten
- Kirche Saint-Èvre (St. Aper), 1868 errichtet

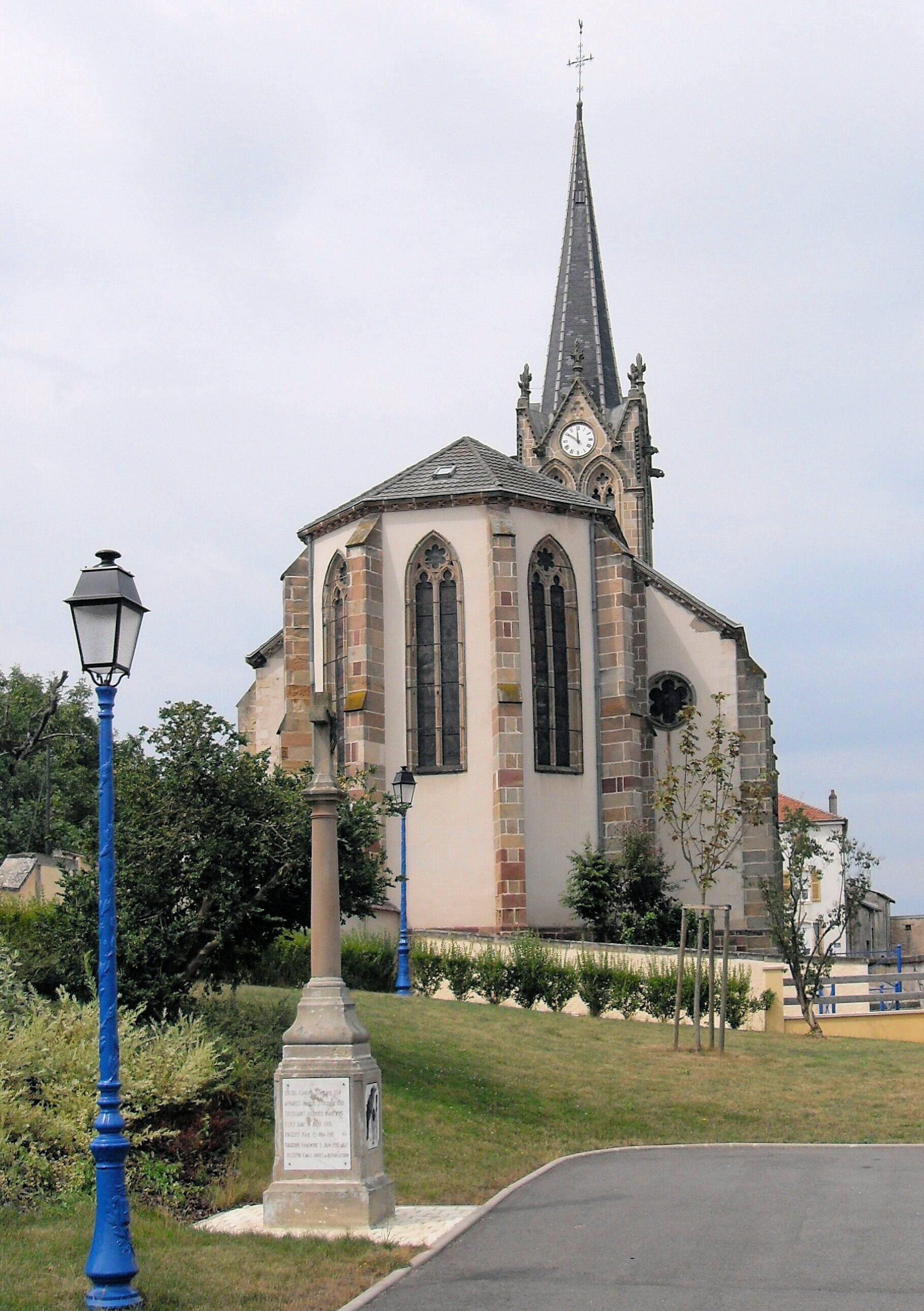
Kirche Saint-Èvre
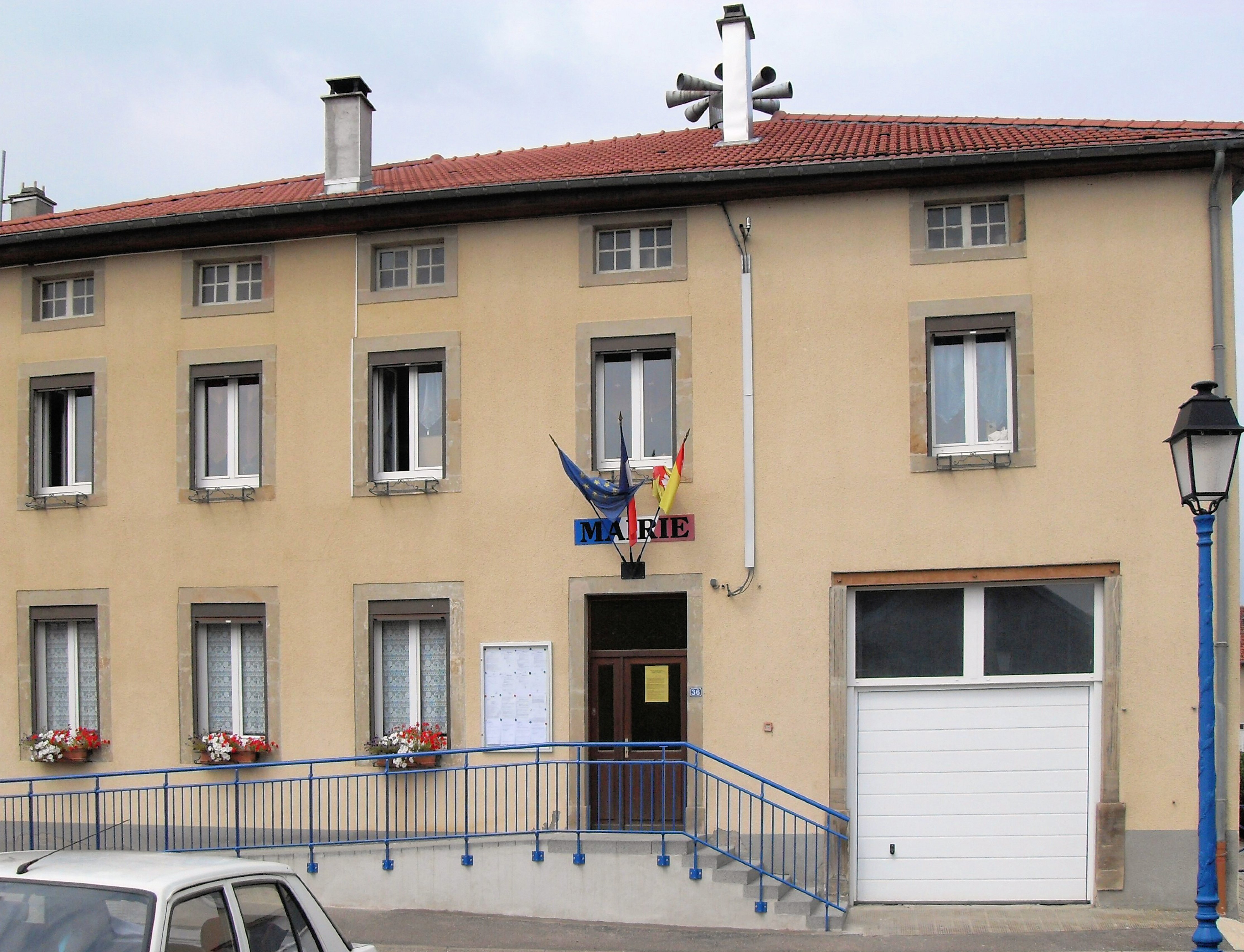
Rathaus
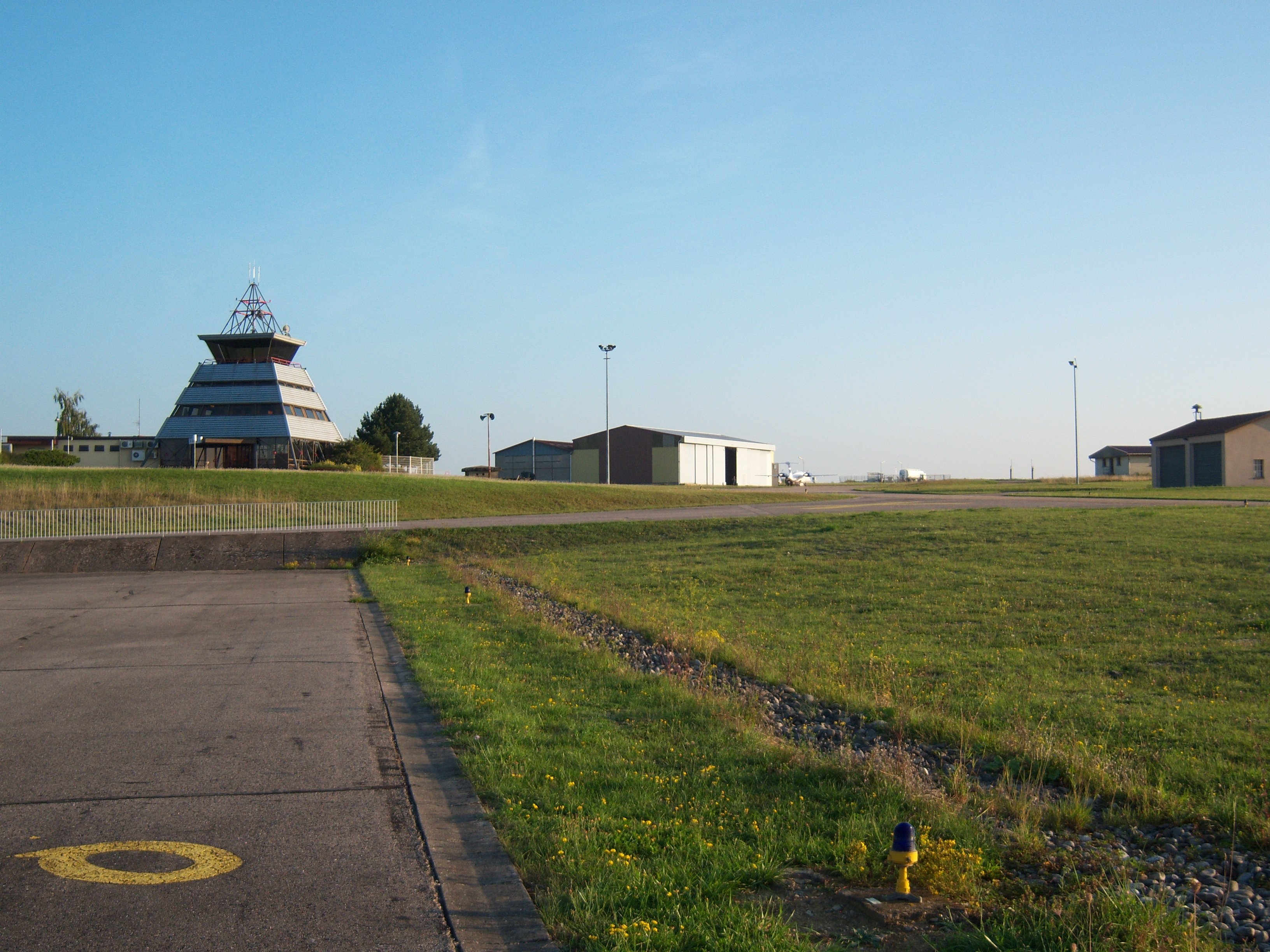
Tower des Flughafens

## Wirtschaft und Infrastruktur
In der Gemeinde sind vier Landwirtschaftsbetriebe ansässig (Milchwirtschaft, Rinderzucht).
Südlich der Gemeinde verläuft die teilweise zweistreifig ausgebaute Fernstraße D 166 von Épinal nach Neufchâteau mit Anschluss an die Autoroute A31.

## Belege
1. ↑  Juvaincourt auf vosges-archives.com. (PDF; 114 kB) Archiviert vom Original (nicht mehr online verfügbar) am 4. März 2016; abgerufen am 30. Oktober 2010 (französisch).
2. ↑  Juvaincourt auf cassini.ehess
3. ↑  Juvaincourt auf INSEE
4. ↑  Landwirtschaftsbetriebe auf annuaire-mairie.fr (französisch)